# 卡洛斯·桑布拉諾
卡洛斯·阿尔贝托·赞布拉诺·马托斯（Carlos Alberto Zambrano Matos，1981年6月1日—），為委內瑞拉籍的先發投手。

## 職業生涯

### 2001年－2002年
桑布拉諾升上大聯盟是在2001年8月20日被小熊從小聯盟升上來，以先發投手身份在主場Wrigley Field面對密爾瓦基釀酒人，這場是當天的連續第二場比賽。9月20日，桑布拉諾接替投手Juan Cruz的投球，投0.2局結束第5局的比賽並拿下勝投，這是個人大聯盟生涯所獲得的第1勝，面對的對手為休士頓太空人隊，當時桑布拉諾的年紀為20歲。這一年桑布拉諾只先發一場比賽，其餘皆以中繼和救援出場比賽，這一年小熊獲得88勝74敗，分區排名第3名。2002年，桑布拉諾是在小聯盟3A的愛荷華小熊開始，但是他很快地在4月11日就升上大聯盟，分派到牛棚。前三個月出賽16場比賽以後，在7月1日轉為先發論值，於客場面對佛羅里達馬林魚，球季結束以後共獲得4勝8敗的成績，在108.1局投出63個保送，桑布拉諾還需要努力改善控球的地方。轉為先發以後，桑布拉諾有時能表現出他一個巨大的潛力出來，比如在9月4日對釀酒人的比賽，投8局無失分，以完封獲得勝投。今年球季小熊獲得令人失望的67勝95敗，分區排名第5的成績

### 2003年－2004年
2003年，桑布拉諾和馬克·普萊爾、凱瑞·伍德及Matt Clement組成球隊的先發論值，而桑布拉諾為球隊的第四號先發。8月22日，桑布拉諾於客場面對亞利桑那響尾蛇，完投9局只被擊出3支安打責失1分拿下勝投，這場比賽前7局是無安打比賽，在第8局解決2為打者以後，被響尾蛇打者Shea Hillenbrand擊出延著三壘邊線的內野安打，而打破無安打比賽，之後又被兩位打者擊出安打失1分，小熊上一位投出無安打比賽的投手是在1972年的Milt Pappas。今年小熊獲得國聯中區冠軍進入季後賽，桑布拉諾在大聯盟季後賽的第一場先發是在國聯分區賽的第二場比賽對亞特蘭大勇士，投5.2局被打8支安打失3分，小熊在8局上獲得1分，使桑布拉諾在這場比賽無關勝負，小熊最後以3：5落敗。10月7日，由桑布拉諾擔任國聯冠軍賽第一場比賽先發，第一局小熊就攻下4分，但桑布拉諾在第三局被馬林魚打者擊出3發全壘打，前6局結束雙方以6：6平手，在九局下小熊打者薩米·索薩擊出2分全壘打，將比賽帶入延長賽，但最後是馬林魚以9：8打敗小熊。國聯冠軍賽第五場比賽由桑布拉諾擔任先發，投五局被打5支安打，送出4次保送和失2分，而馬林魚在賈許·貝基特完投9局只被打2支安打0失分的帶領下，以4：0獲得完投完封的勝利，桑布拉諾吞下大聯盟季後賽的第1敗。

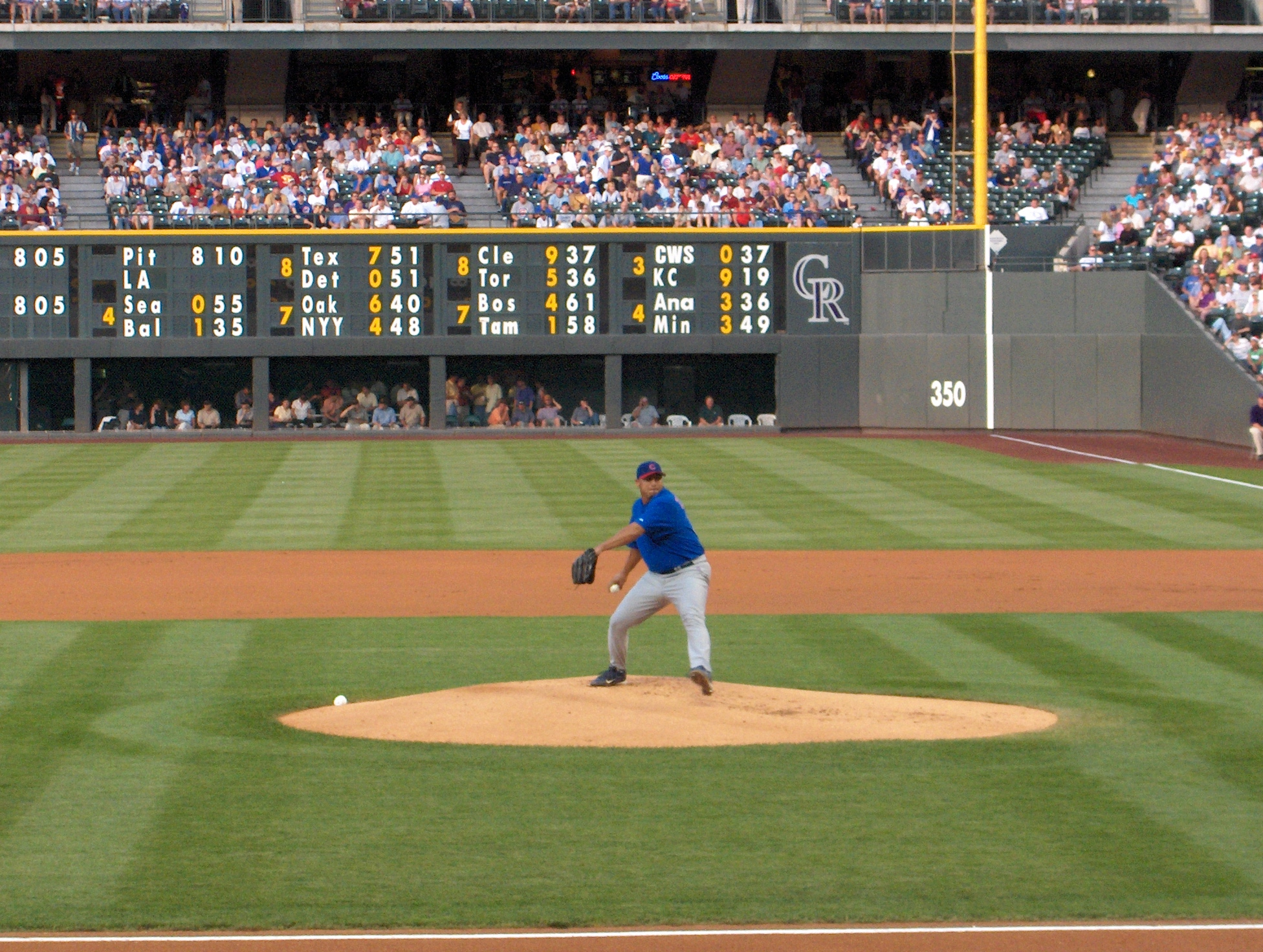
2004年，於Coors Field投球的桑布拉諾。

2004年5月7日，桑布拉諾在主場面對科羅拉多落磯，連續解決了14位打者，才被麥特·哈勒戴擊出安打，這場比賽桑布拉諾最後是獲得完投完封勝，整場比賽只用了97球。下一場先發於客場面對洛杉磯道奇，桑布拉諾延續他的好表現，投8局被打2支安打，丟掉1分非自則分，最後也獲得勝投。今年球季的前14場先發中，桑布拉諾拿下8勝2敗的成績，並且有12場比賽是優質先發，如此的好表現幫助他獲選進入生涯的第一次明星賽，中繼一局。今年桑布拉諾有幾場令人難忘的比賽，例如5月2日客場對聖路易紅雀的比賽，投7局0失分，並送出12個三振，和紅雀投手Matt Morris演出無失分的投手戰。桑布拉諾9月的5場先發裡面，拿下4勝0敗的成績， 35.2局的投球局數只有4分自則失分，這個月的好表現讓桑布拉諾拿下國聯9月表現最佳的投手。小熊在球季的最後幾場比賽輸掉幾場關鍵比賽，而無法進入季後賽。2004年桑布拉諾拿下16勝、防禦率2.75、188次三振和20次觸身球的成績，並獲選進入身涯第一次的明星賽。

### 2005年
2005年桑布拉諾為球隊的開幕賽投手，他對於這個機會很謹慎的投球，但卻因對主審的好球和壞球判決有意見，而對主審說『你需要一副眼鏡』，被主審給驅逐出場，投了4.2局只缺1個出局數，無緣拿下開幕戰勝投。第二場先發面對釀酒人時表現相當精采，投7.1局只被擊出1支安打無失分，但因投了111球，而無法挑戰完投完封勝。桑布拉諾想要讓球隊今年再次進入季後賽，必須和同區的紅雀競爭。4月20日，桑布拉諾先發首次面對紅雀，對方先發投手為傑夫·蘇潘，桑布拉諾主投8.2局只失1分拿下勝投，再一個出局數就能拿下完投勝，這場比賽他也擊出個人大聯盟生涯的第一個三壘安打 。7月22日第二面先發面對紅雀，對方派出王牌投手克里斯·卡本特，桑布拉諾完投9局只被擊出3支安打失1分，並送出12個三振，但因雙方9局是平手局面，進入延長賽，最後是由紅雀的David Eckstein靠強迫取分獲得勝利。第三場對上紅雀是在8月12日，桑布拉諾主投6局被打6支安打無失分拿下勝投。第四場也是最後一場先發對上紅雀是在9月18日，完投9局被打10支安打責失2分拿下勝投，總計今年對上紅雀的四場先發共拿下3勝0敗的成績，平均每場投8局，總共責失4分，表現相當優異。8月7日，桑布拉諾在有40321球迷的紐約大都會主場Shea Stadium，對上的大都會先發投手是和自己同姓的戰銳龍（Víctor Zambrano），這是大聯盟歷史上第四個有相同姓氏的先發對決，上一次發生是在2000年的時候，比賽最後的結果是由大都會以6：1擊敗小熊，戰銳龍拿下勝投，戰銳龍的這1勝是個人大聯盟生涯的第42勝，剛好桑布拉諾和戰銳龍在這一場比賽結束以後，大聯盟勝投記錄是同樣的42勝，這是大聯盟歷史上第二次雙方投手在比賽以後有共同的勝投記錄。今年桑布拉諾的打擊成績為0.300打擊率和1發全壘打，投手成績為14勝6敗、3.26防禦率，在223.1局投球中送出202次的三振。

### 2006年
2006年桑布拉諾代表委內瑞拉參加2006年世界棒球經典賽，第一回合面對由尤漢·山塔納領軍的多明尼加共和國。今年桑布拉諾連續兩年成為球隊的開幕戰先發投手，但這次和去年一樣只投4.2局，送出5個保送，最後雖然球對以16：7大勝辛辛那提紅人，但因投不滿5局而無法獲得勝投。之後的六場先發裡面，隊友給桑布拉諾的分數不高，平均得分低於2分，使桑布拉諾不但沒有拿下勝投，還吞下2敗，一直到5月10日對上舊金山巨人的比賽，在隊友的火力及桑布拉諾的好投下，才拿到今年的第一場勝投。6月5日是桑布拉諾有挑戰無安打的機會，前7局沒有被休士頓太空人的任何1位打擊者打出安打，第8局在1出局以後，桑布拉諾被Preston Wilson擊出安打，而無緣挑戰無安打比賽，賽後他說自己今天犯了1個錯誤，讓他失去無安打比賽。此外，這場比賽桑布拉諾除了有優異的投球表現，還在第2局時擊出1發3分全壘打。今年7月桑布拉諾六場先發都拿下勝投，這是小熊至從1979年Rick Reuschel單月投出7勝以來，單月獲得最多勝的投手，另外在這六場的先發中，桑布拉諾還擊出2發全壘打。這六場比賽表現最精彩的是7月20日對太空人的比賽，主投8局只被打2支安打，以責失1分獲得勝投，並投出10次三振。7月30日先發是對上小熊同區的競爭對手紅雀，紅雀先發投手為卡本特，桑布拉諾以6：3獲得勝投，雖然贏了紅雀，但小熊沒有進入季後賽的機會，但桑布拉諾還是以積極樂觀的態度投球。7月的好表現讓桑布拉諾獲得國聯單月表現最佳投手。
9月4日是桑布拉諾今年的第30場先發，這一場比賽桑布拉諾因為在第2局下背感到僵硬只投1.1局，是生涯最短的先發，這場比賽送出4次保送失5分，最後吞下敗投。賽後接受MRI的檢查並沒有明顯的傷勢，雖然不用進入傷兵名單，但球隊為了保險起見，還是讓其跳過兩場先發。9月17日，桑布拉諾復出登板先發，對手為紅人，投7局雖然送出4次保送，但以0失分拿下勝投，小熊球迷看到桑布拉諾這場比賽的好表現，也感到放心。2006年球季，桑布拉諾拿下16勝7敗，為國聯的勝投王，每9局投出8.83個三振和4.84個保送，今年小熊先發投手普萊爾和伍德因傷表現不佳並進入傷兵名單（兩人今年只各拿下1勝），造成戰績不佳為分區墊底，而桑布拉諾的好表現使其成為球隊的NO.1。

### 2007年

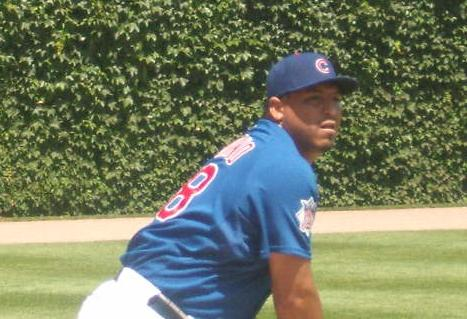
比賽前，在進行熱身的桑布拉諾。

今年球季結束以後，桑布拉諾將成為自由球員，所以他希望球隊能在開季前給他一份複數年的合約，但是雙方一直沒有達成共識，直到8月17日，雙方才達成5年9150萬美金的合約。球季開始前，小熊總經理以3000萬美金為球隊補進泰德·李利和傑森·馬奎斯，在此交易後，桑布拉諾發表『今年要獲得賽揚獎，並讓球隊獲得世界大賽獎盃』的宣言。在開季以後的前五場先發裡面，只投出一場優質先發，28.1局的投球中，送出19次保送和被打7發全壘打，防禦率高達6.91。桑布拉諾會有如此差的表現，在於第1局常常失分，在5月10日對上海盜隊的比賽中，桑布拉諾在第1局就失掉3分，最後吞下敗投，賽後桑布拉諾描述第1局的投球對他來說是運氣不好和難以控制。之後小熊投手教練Larry Rothschild改善桑布拉諾的投球，在下一場先發面對大都會，桑布拉諾以8局失1分的精彩表現拿下勝投，賽後他說『在牛棚經過Larry的調整後，我整個投球的感覺很好，能投到我想要的位置，但願好運可以一直延續下去』。但下一場先發對同城市的芝加哥白襪，第二局因阿方索·索利安諾的失誤，使這局繼續進行，並被隊手得到2分，在7局還差一個出局數桑布拉諾被換下場，由救援投手Neal Cotts接手投球，結果被打出滿貫全壘打，其中3分為桑布拉諾的自責失分，使其失分來到7分，最後吞下敗投。
在下一場面對洛杉磯道奇的比賽，桑布拉諾投7.2局失2分拿下勝投，賽後他說『我感覺很好，今天我都能在關鍵時刻投出好球，許多次我都能在第一球投出好球，當你能投出想要的球搶好球時，就可以贏得比賽』。6月1日和亞特蘭大勇士隊的比賽中，桑布拉諾在休息室和搭配的捕手Michael Barrett發生爭吵，爭論原因在於在比賽中，捕手發生捕逸，然後再暴傳讓勇士得到1分，總計投5局被13支安打和6分責失並吞下敗仗，同月20日Barrett被球隊交易至聖地牙哥教士。在這個爭吵以後，桑布拉諾連續兩場比賽拿下勝投，但6月16日對教士的先發中，因小熊打者受到對方投手的壓制，桑布拉諾完投9局以0：1吞下敗投，這1分是Russell Branyan的陽春全壘打所打下的。桑布拉諾在七月的六場先發，拿下5勝1敗的成績，在國聯排名第一位，也是國聯最早拿到14勝的投手，這個月並獲得國聯單月表現最佳投手。但桑布拉諾在8月的投球卻陷入爭扎，五場先發拿下0勝4敗，8月3日的先發中，由於身體發生脫水的關係，投5局即下場休息，最後無關勝敗。在這之後的先發中，桑布拉諾投出大聯盟記錄的第1000次三振，但這卻是他連敗之路的開始。儘管8月桑布拉諾沒有拿下任何勝投，球隊還是給予他一份優沃的複數年合約。9月的第一場先發對道奇，只投4.1局則失8分，在被換下投手丘時，被主場球迷發出噓聲，賽後桑布拉諾接受訪問表示他不能認同球迷這個作法，隔天他為自己所發表的言論作出道歉。
今年小熊拿下分區冠軍進入季後賽，國聯分區賽小熊在客場對亞利桑那響尾蛇，第一場先發由桑布拉諾對上響尾蛇的王牌投手布蘭登·偉伯，但是桑布拉諾只投6局用了86球就被換下場，因總教練盧·皮涅拉要讓他在三天裡面獲得足夠的休息，並在第四場比賽先發，而提早換下場休息，但小熊卻以0勝3敗被響尾蛇給淘汰，皮涅拉在第一場比賽的調度，留下了疑問的一年（questioned for years）。

### 2008年

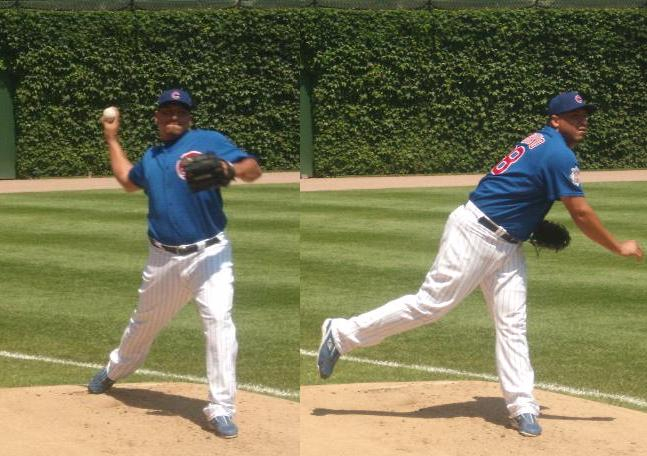
2008年8月，比賽前於牛棚練投的桑布拉諾。

今年桑布拉諾先發至7月底為止的成績為優異的12勝4敗、2.76防禦率，到9月14日為止的打擊率為0.354。5月23日對海盜的比賽中，桑布拉諾擊出4支安打，這是至從1964年路·波戴特完成這個狀舉以來，第一個達到這個成績的小熊投手。6月21日，因為右肩牓拉傷的關係，桑布拉諾被放進15天傷兵名單中（從6月19日開始追溯），直到7月4日才返回先發論值面對紅雀，他投6局0失分，以2：1拿下勝投。7月7日，桑布拉諾獲選進入參與2008年的明星賽，這是小熊第7位獲得參與明星賽的選手。7月19日客場對太空人的比賽中，對太空人投手Wandy Rodríguez擊出全壘打，刷新小熊投手擊出最多全壘打的記錄。9月因桑布拉諾旋轉柚肩肌腱炎的關係，跳過兩次的先發，不過在9月14日回到先發在客場對太空人的比賽中，投出生涯的第一個無安打的比賽，這場比賽因發生颶風艾克的關係，比賽場地移至釀酒人的比場進行，卻對太空人成為無安打比賽的苦主，這是小熊投手Milt Pappas在1972年9月2日投出安打比賽以後，再度投出無安打比賽的小熊投手，也是大聯盟第95位有這個記錄的投手。但是在無安打比賽以後，桑布拉諾最後的兩場先卻投的不理想，兩場比賽總共只投了6.1局，卻有13分的自責分。今年小熊連續兩年拿下國聯中區冠軍，國聯分區賽對手為道奇，桑布拉諾於第二場比賽先發，因小熊發生太多失誤（4次），桑布拉諾最後吞下敗投（4分非自責失分）。

### 2009年
2009年桑布拉諾以右肩膀疼痛的理由，婉拒參加2009年世界棒球經典賽。5月27日於主場海盜的第7局比賽中，桑布拉諾因不滿主審Mark Carlson對於他當時在本壘補位時，先將跑者觸殺出局，對於主審安全上壘的判決憤怒，而他因為抗議態度激烈，最後被驅逐出場。回休息區時，贊布拉諾將手中的球奮力丟向外野，並把手套狠狠往地上砸，又隨手抓了根球棒砸開特力飲料機，這個舉動最後被大聯盟處以禁賽六場和3000美金的罰款。之後贊布拉諾再次發現麻煩，他錯過和球隊搭乘飛往亞特蘭大的班機，最後他靠著國內線自行和小熊會合。6月5日對紅人的先發中，贊布拉諾獲得他大聯盟生涯的第100勝，賽後記者詢問他是否想挑戰300勝，贊布拉諾回答他目前沒有這個計劃，他說他現在只想幫助這個球隊贏球，和家人看著他的女兒長大。

### 2011年
2011年8月12日，在对阵亚特兰大勇士队的比赛中，赞布拉诺让对手打出了5个本垒打。作为报复，赞布拉诺向奇珀·琼斯内线投了两个球，裁判认为这些球是故意的，赞布拉诺被驱逐出场。在被取消资格后，赞布拉诺清理了客队俱乐部的储物柜，并告诉球队工作人员他要退役了。第二天早上，小熊队将赞布拉诺禁赛 30 天，停薪。9月2日，小熊队宣布赞布拉诺将不会参加本赛季剩余比赛。他的战绩为 9 胜 7 负，24 场先发自责分平均为 4.82。

## 性格
- 桑布拉諾是屬於脾氣火爆的投手，當心情不愉快時會發洩出來，而和球員或裁判發生衝突。在2009年球季傳出球隊無法再忍受其火爆脾氣，打算將其交易出去，並降低球隊團隊薪資[43]。。

## 職業薪資
至2008球季為止
| 球季   | 聯盟     | 球隊       | 薪資 (美元) |
| ------ | -------- | ---------- | ----------- |
| 2008年 | 國家聯盟 | 芝加哥小熊 | 16,000,000  |
| 2007年 | 國家聯盟 | 芝加哥小熊 | 12,400,000  |
| 2006年 | 國家聯盟 | 芝加哥小熊 | 6,500,000   |
| 2005年 | 國家聯盟 | 芝加哥小熊 | 3,760,000   |
| 2004年 | 國家聯盟 | 芝加哥小熊 | 450,000     |
| 2003年 | 國家聯盟 | 芝加哥小熊 | 340,000     |
| 總數   | 總數     | 總數       | 39,450,000  |

## 獎項和表彰
- 勝投王：2006年。
- 美國職棒大聯盟銀棒獎：2006年、2008年。
- 美國職棒大聯盟全明星賽：2004年、2006年、2008年。
- 無安打比賽：2008年。

## 外部連結
- 球員資訊和成績在MLB，ESPN，Baseball-Reference，Fangraphs，The Baseball Cube（英文）

| 體育角色           | 體育角色                                | 體育角色 |
| ------------------ | --------------------------------------- | -------- |
| 前任者： 凱瑞·伍德 | 芝加哥小熊开幕战先发投手 2005年－2009年 | 暂无     |

| 奖项与成就                           | 奖项与成就                                                                                        | 奖项与成就                                 |
| ------------------------------------ | ------------------------------------------------------------------------------------------------- | ------------------------------------------ |
| 前任： 唐崔利·威利斯                 | 國家聯盟勝投王 2006年 （和布拉德·佩尼，德瑞克·洛夫，傑克·皮維，約翰·史摩茲，布蘭登·偉伯共同获得） | 繼任： 傑克·皮維                           |
| 前任： 傑克·皮維 Chris Young 班·席茲 | 国家联盟当月最佳投手 2004年9月 2006年6月 2007年7月                                                | 繼任： 唐崔利·威利斯 德瑞克·洛夫 傑克·皮維 |